# Bonyunia
Bonyunia é um género botânico pertencente à família Loganiaceae.

## Espécies
- Bonyunia antoniaefolia
- Bonyunia aqueatica
- Bonyunia cinchonoides
- Bonyunia minor
- Bonyunia superba